# Coloration négative
En microscopie, la coloration négative est une méthode établie, souvent utilisée en microscopie diagnostique, pour contraster un échantillon mince avec un fluide optiquement opaque. Dans cette technique, le fond est coloré, laissant le spécimen réel intact et donc visible. Cela contraste avec la coloration positive, dans laquelle l'échantillon réel est coloré.

## Microscopie à fond clair
Pour la microscopie à fond clair, la coloration négative est généralement effectuée à l'aide d'un fluide d'encre noire tel que la nigrosine et l'encre de Chine . L'échantillon, tel qu'une culture bactérienne humide étalée sur une lame de verre, est mélangé avec le colorant négatif et laissé sécher. Lorsqu'elles sont observées au microscope, les cellules bactériennes, et peut-être leurs spores, apparaissent claires sur le fond sombre environnant. Une méthode alternative a été développée en utilisant un stylo de marquage étanche ordinaire pour délivrer la coloration négative.

## La microscopie électronique en transmission
Dans le cas de la microscopie électronique en transmission, l'opacité aux électrons est liée au numéro atomique, c'est-à-dire au nombre de protons. Les colorants utilisés sont le molybdate d'ammonium[Lequel ?], l'acétate d' uranyle, le formate d'uranyle, l'acide phosphotungstique, le tétroxyde d'osmium, le ferricyanure d'osmium  et l'auroglucothionate . Ceux-ci ont été choisis car ils diffusent fortement les électrons et s'adsorbent également bien à la matière biologique. Les structures qui peuvent être colorées négativement sont beaucoup plus petites que celles étudiées au microscope optique. Ici, la méthode est utilisée pour visualiser des virus, des bactéries, des flagelles bactériens, des structures membranaires biologiques et des protéines ou des agrégats de protéines, qui ont tous un faible pouvoir de diffusion des électrons. Certains colorants, telles que le tétroxyde d'osmium et le ferricyanure d'osmium, sont très actifs chimiquement. En tant qu'oxydants puissants, ils réticulent les lipides principalement en réagissant avec des liaisons carbone-carbone insaturées, et fixent ainsi les membranes biologiques en place dans les échantillons de tissus et les colorent simultanément,.
Le choix de la coloration négative en microscopie électronique peut être très important. Une première étude sur les virus végétaux utilisant des morceaux de feuilles colorées négativement provenant d'une plante malade n'a montré des virus sphériques avec un colorant et des virus en forme de bâtonnet avec une autre colorant. La conclusion finale était que cette plante souffrait d'une infection mixte par deux virus distincts. La coloration négative au niveau du microscope optique et du microscope électronique ne doit jamais être effectuée avec des organismes infectieux à moins que des précautions de sécurité strictes ne soient suivies. La coloration négative généralement ne réduit pas le risque d'infection de l'opérateur.

## Autres applications

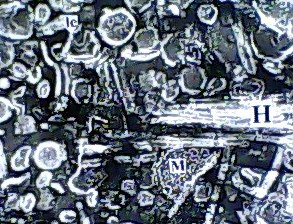
Identification des phases lipidiques lamellaires (le), micellaires (M) et des cylindres (H) hexagonaux (H-II) par coloration négative.

La coloration négative en microscopie électronique en transmission a également été utilisée avec succès pour l'étude et l'identification d'agrégats lipidiques aqueux comme les liposomes lamellaires (le), les micelles sphériques (M) et les phases cylindriques H hexagonales (HII) (voir figure).